# 천가초등학교
천가초등학교는 대한민국 부산광역시 강서구 성북동에 있는 공립 초등학교이다.

## 학교 연혁
- 1931년 5월 4일 창원군 천가공립보통학교 개교
- 1938년 4월 1일 천가공립심상소학교로 개칭[1]
- 1941년 4월 1일 천가공립국민학교로 개칭[2]
- 1982년 3월 1일 장항분교장 편입
- 1989년 1월 1일 부산직할시로 편입[3]
- 1994년 3월 1일 천성분교장, 대항분교장 편입
- 1996년 3월 1일 천가초등학교로 개칭[4]
- 2001년 3월 1일 장항분교장 본교 통폐합
- 2002년 11월 15일 신관 증축(8실)
- 2009년 2월 21일 영어 체험실(English Leaning Center) 개관
- 2011년 3월 1일 천성분교장, 눌차초등학교 통폐합
- 2011년 3월 1일 교사 재건축
- 2012년 5월 3일 부산항만공사(자전거 25대 기증), 현대신항만공사(자전거 보조장비 기증)
- 2012년 9월 14일 Wee클래스(학생공감상담실) 구축 및 운영
- 2013년 3월 1일 대항분교장 본교 통폐합
- 2013년 5월 9일 천가은행나무 오케스트라 창단식
- 2013년 10월 19일 낙동강 갈대꽃 축제 참여(오케스트라 공연)
- 2013년 11월 2일 스토리콘서트 in 가덕도(오케스트라 공연)
- 2014년 10월 13일 부산시민의날 천가오케스트라 공연 참가
- 2014년 10월 14일 강서갈대꽃축제 천가오케스트라 공연 참가
- 2016년 4월 25일 야외학습실(파고라) '희망잼터' 설치
- 2016년 11월 30일 학교 안전 배움터 지킴이실 설치
- 2017년 6월 26일 교실 및 복도방충망 설치
- 2017년 7월 6일 제4회 「서부산 청소년오케스트라」 합동연주회
- 2017년 7월 14일 부산신항만 (주) 자매결연 협약 체결
- 2017년 9월 4일 부산항만공사 협약 10주년 기념식
- 2017년 12월 19일 2017「북부문화예술 축제」 합동연주회
- 2018년 9월 3일 도서관, 영어체험실 리모델링
- 2019년 2월 21일 제85회 졸업식 13명 (총6,453명)
- 2019년 6월 20일 태양광 집전시설 교체
- 2019년 11월 15일 제7회 「천가은행나무오케스트라」 정기연주회
- 2020년 2월 21일 제86회 졸업식 13명 (총6,466명)
- 2020년 3월 1일 제30대 허정수 교장 부임
- 2021년 2월 19일 제87회 졸업식 8명 (총6,474명)
- 2022년 2월 18일 제88회 졸업식 11명(총6,485명)

## 문화재
- 가덕도 척화비 (부산광역시 기념물 제35호)

## 참고 자료
- 천가초등학교 - 한국교육학술정보원 학교알리미